# The Valley of Decision

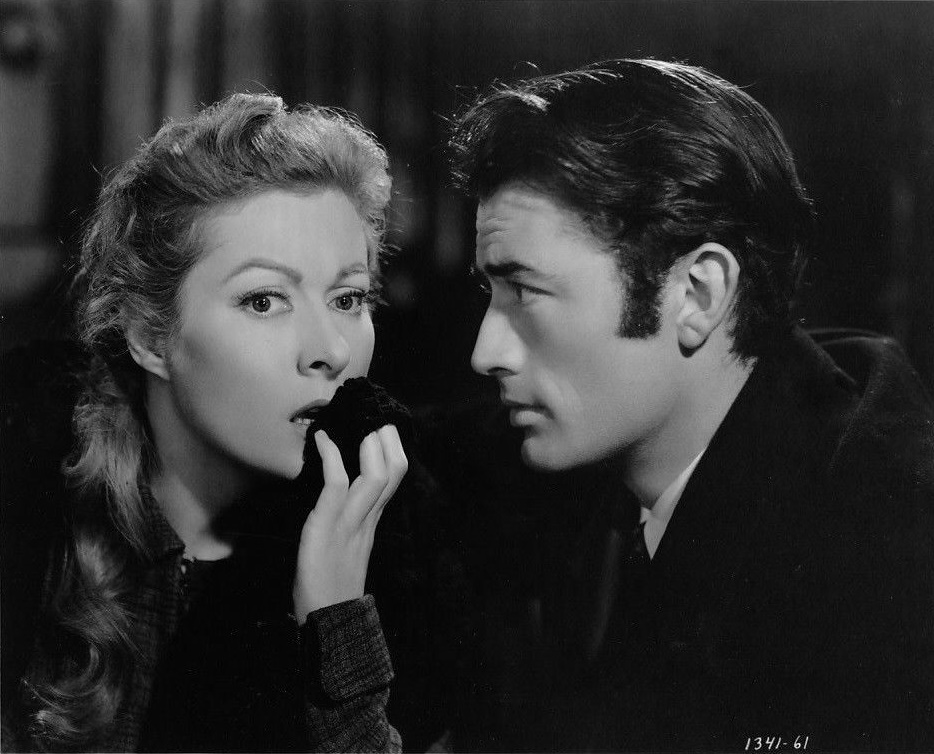
Fotograma de la pel·lícula.

The Valley of Decision és una pel·lícula estatunidenca dirigida per Tay Garnett, estrenada el 1945.

## Argument
Pittsburgh, segle xix. Patrick, el patriarca de la família d'origen irlandès Raferty, és en una cadira de rodes a causa d'un accident de treball en la fàbrica Scott. Culpa l'accident a les condicions laborals en la fàbrica i així odia els Scott, malgrat que han compensat econòmicament més que adequadament Patrick.
Mary Rafferty (Greer Garson), una atractiva filla de Patrick, entra a treballar com a criada a casa dels Scott, que és la propietària de la fàbrica siderúrgica on treballen els homes de la seva família. Malgrat la seva manca d'experiència, de seguida es fa amiga de la família sencera, els pares William i Clarissa, els fills William Jr., Paul, Ted i Constance. I atreu l'atenció del ben plantat Paul Scott. Els dos s'enamoren. Però Mary no vol arriscar-se a la posició social de Paul i amb l'ajuda de Clarissa decideix posar alguna distància entre ella i Paul.

## Repartiment
- Greer Garson: Mary Rafferty
- Gregory Peck: Paul Scott
- Donald Crisp: William Scott
- Lionel Barrymore: Pat Rafferty
- Preston Foster: Jim Brennan
- Marsha Hunt: Constance Scott
- Gladys Cooper: Clarissa Scott
- Reginald Owen: Mac McCready
- Dan Duryea: William Scott Jr.
- Jessica Tandy: Louise Kane
- Barbara Everest: Delia
- Marshall Thompson: Ted Scott
- Geraldine Wall: Kate Shannon
- Evelyn Dockson: Sra. Callahan
- John Warburton: Giles, comte de Moulton
- Russell Hicks: M. Laurence Gaylord
- Mary Lord: Julia Gaylord
- Arthur Shields: Callahan
- Dean Stockwell: Paulie Scott
- Mary Currier: Sra. Laurence Gaylord
- Lumsden Hare (no surt als crèdits): Dr. McClintock

## Premis i nominacions

### Nominacions
- 1946: Oscar a la millor actriu per Greer Garson
- 1946: Oscar a la millor banda sonora per Herbert Stothart